# 弗德台地国家公园
弗德台地国家公园，也称梅萨维德国家公园，位于美国科罗拉多州蒙提祖馬縣，紧挨四角落，是美国一处国家公园，于1978年被列入联合国教科文组织世界遗产名录。公园占地约211km²，以古普韦布洛人建筑遗址而闻名。据推测，古普韦布洛人于1200年代修建该岩壁建筑群。该遗迹在百年前由两位牛仔发现，弗德台地“Mesa Verde”为西班牙语，意为绿色台地。

## 地理
台地公园位于科罗拉多州西南角，坐标：37°11′02″N 108°29′19″W / 37.18389°N 108.48861°W。
公园内海拔覆盖了从1,860m到2,560 m 的范围。